# 弗拉桑
弗拉桑（法語：Flassan，法語發音：[flasɑ̃]）是法国普罗旺斯-阿尔卑斯-蓝色海岸大区沃克吕兹省的一个市镇，属于卡庞特拉区。

## 地理
弗拉桑（44°5'56"N, 5°14'31"E）面积20.6 平方千米，位于法国普罗旺斯-阿尔卑斯-蓝色海岸大区沃克吕兹省，该省份为法国东南部内陆省份，北起德龙省，西北接阿尔代什省，西接加尔省，南至罗讷河口省，东南角与瓦尔省接壤，东临上普罗旺斯阿尔卑斯省。
与弗拉桑接壤的市镇（或旧市镇、城区）包括：贝端、莫尼约、莫尔穆瓦龙、索村、欧宗河畔维尔。

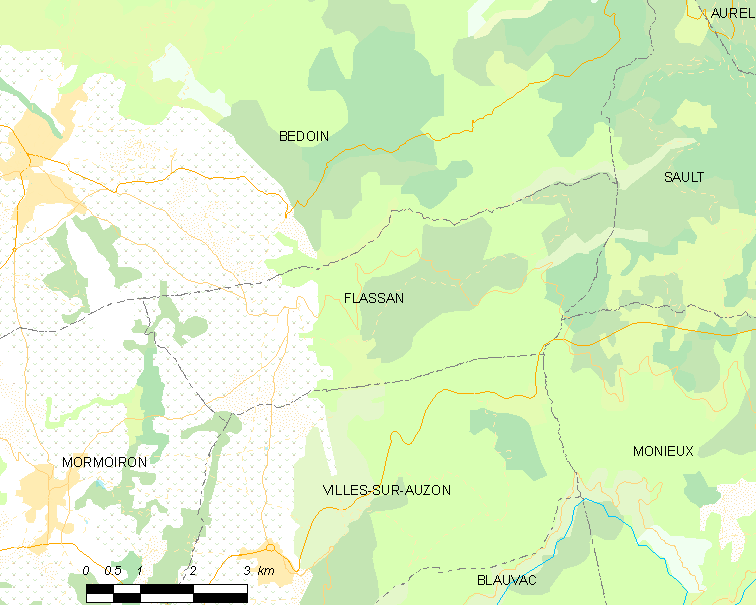
弗拉桑的OSM定位图

弗拉桑的时区为UTC+01:00、UTC+02:00（夏令时）。

## 行政
弗拉桑的邮政编码为84410，INSEE市镇编码为84046。

## 政治
弗拉桑所属的省级选区为佩尔讷莱方丹县。

## 人口

1962-2008年间弗拉桑人口变化图示

弗拉桑于2022年1月1日时的人口数量为455人。